# Мікродержави та Європейський Союз
У Європі існує ряд європейських мікродержав. Хоча немає чіткого консенсусу щодо того, які політичні одиниці кваліфікуються як «мікродержави», більшість вчених розглядають Андорру, Ліхтенштейн, Монако, Сан-Марино та Ватикан як приклади таких держав. У той же час деякі науковці заперечують навіть кваліфікацію Ватикану як справжньої держави, стверджуючи, що він не відповідає «традиційним критеріям державності» і що «особливий статус Ватикану, мабуть, найкраще розглядається як засіб забезпечення того, щоб Папа може вільно виконувати свої духовні функції, і в цьому відношенні є аналогом функції штаб-квартири міжнародних організацій». Згідно з якісним визначенням мікродержав, запропонованим Думенським (2014), мікродержави також можна розглядати як «сучасні захищені держави, тобто суверенні держави, які змогли в односторонньому порядку передати певні атрибути суверенітету більшим державам в обмін на доброякісний захист їх політичних та економічної життєздатности проти їх географічних чи демографічних обмежень». І справді, усі європейські мікродержави є суверенними державами, які функціонують у тісному (і добровільному) спілкуванні зі своїм більшим сусідом. В даний час усі європейські мікродержави мають певні форми відносин з Європейським Союзом (ЄС).
Андорра, Ліхтенштейн, Монако, Сан-Марино та Ватикан залишаються поза межами ЄС, оскільки він не був розроблений з урахуванням мікродержав. За чисельністю населення Андорра є найбільшою з п’яти мікродержав, згідно з переписом населення, проведеним у 2011 році. Дві інші невеликі країни, Люксембург та Мальта, є повноправними членами ЄС і обидві населені населенням понад 400 000. Дехто вважає Ісландію мікродержавою через невелику кількість населення, яка становила 320 060 станом на квітень 2012 р. Вона є членом Європейського економічного простору (ЄЕЗ) і визнана офіційним кандидатом на вступ до ЄС, хоча переговори були припинені. Якщо Ісландія приєднається до держави-члена ЄС, вона увійде як найменша держава ЄС, що вимірюється чисельністю населення, хоча дванадцята за величиною за географічним розміром.

## Стан відносин
Андорра, Монако, Сан-Марино та Ватикан використовують євро за допомогою монетарних угод з ЄС і отримали право випускати обмежену кількість монет євро. Їм було дозволено це робити, оскільки вони використовували або були прив’язані до старих валют єврозони. Натомість Ліхтенштейн використовує швейцарський франк.
Ліхтенштейн є повноправним членом Шенгенської угоди, ЄАВТ і Дублінського регламенту про притулок і веде переговори про угоду про участь у Прюмських рішеннях, тоді як Монако має відкритий кордон з Францією, а шенгенські закони застосовуються як частина Франції. Сан-Марино та Ватикан мають відкритий кордон із сусідньою державою Шенгенської зони Італією. Жодна мікродержава не може видавати шенгенські візи.  Жоден з них не має жодного аеропорту, але всі мають вертодроми. Монако має єдиний морський порт; інші не мають виходу до моря. Прибуття за межі Шенгенської зони дозволено в Монако але не в Сан-Марино та Ватикан, оскільки вони не мають прикордонного контролю.
Монако є частиною митної території ЄУ за домовленістю з Францією і знаходиться під управлінням Франції. Сан-Марино та Андорра перебувають у митній унії з блоком. Ліхтенштейн, як член ЄЕЗ, знаходиться на внутрішньому ринку ЄС і застосовує певні закони ЄС. Усі мікродержави також є частиною інших організацій, таких як Рада Європи та Організація з безпеки та співробітництва в Європі (Ватикан є членом ОБСЄ).
Андорра, Монако та Сан-Марино заявили про своє бажання поглибити відносини з ЄС. Раніше Сан-Марино розглядав питання вступу до ЄЕЗ і провів референдум щодо подання заявки на членство в ЄС, який схвалив його електорат; однак для того, щоб результат вважався дійсним, не було подано достатньо голосів.

## Майбутні відносин
У листопаді 2012 року, після того як Рада Європейської Унії закликала провести оцінку відносин ЄС з цими мікродержавами, які вони назвали «роздробленими» Європейська Комісія опублікувала звіт, в якому виклали варіанти їх подальшої інтеграції до ЄС. На відміну від Ліхтенштейну, який є членом ЄЕЗ через Європейську асоціацію вільної торгівлі (ЄАВТ) та Шенгенську угоду, відносини з цими трьома державами базуються на колекції угод, що охоплюють конкретні питання. У звіті розглянуто чотири альтернативи поточній ситуації: 1) галузевий підхід з окремими угодами з кожною державою, що охоплюють цілу сферу політики, 2) всебічна багатостороння Рамкова угода про асоціацію (FAA) з трьома державами, 3) членство в ЄЕЗ та 4) членство в ЄС. Комісія стверджувала, що галузевий підхід не стосується основних питань і все ще є без потреби, а членство в ЄС найближчим часом було припинено, оскільки «інституції ЄС в даний час не пристосовані до вступу таких малих країн». Решта варіантів, членство в ЄЕЗ та FAA з державами, були визнані життєздатними та рекомендовані Комісією. У відповідь Рада попросила продовжити переговори з трьома мікродержавами щодо подальшої інтеграції, а також до кінця 2013 року підготувати звіт, що деталізує наслідки двох життєздатних альтернатив та рекомендації щодо подальших дій.
Оскільки членство в ЄЕЗ в даний час відкрите лише для членів ЄАВТ або ЄС, для того, щоб мікродержави приєднались до ЄЕЗ, не ставши членами ЄС, потрібна згода існуючих держав-членів ЄАВТ. У 2011 році Йонас Гар Стрере, тодішній міністр закордонних справ Норвегії, яка є членом ЄАВТ, заявив, що членство в ЄАВТ / ЄЕЗ для мікродержав не є належним механізмом для їх інтеграції на внутрішній ринок через їхні інші вимоги, ніж великі країни, такі як Норвегія, і висловив припущення, що спрощена асоціація для них буде більш підходящою. Еспен Барт Ейде, наступник Стьоре, відповів на звіт Комісії наприкінці 2012 року, запитуючи, чи мають мікродержави достатні адміністративні можливості для виконання зобов'язань щодо членства в ЄЕЗ. Однак він заявив, що Норвегія відкрита для можливості членства в ЄАВТ для мікродержав, якщо вони вирішать подати заявку, і що країна не прийняла остаточного рішення з цього питання. Паскаль Шафхаузер, радник місії Ліхтенштейну при ЄС, заявив, що Ліхтенштейн, інша держава-член ЄАВТ, готовий обговорити питання членства в ЄЕЗ для мікродержав, якщо їх приєднання не перешкоджає функціонуванню організації. Однак він запропонував розглянути варіант прямого членства в ЄЕЗ для мікродержав, як за межами ЄАВТ, так і ЄС.
18 листопада 2013 р. Комісія ЄС опублікувала свою доповідь, в якій дійшов висновку, що «участь малих країн в ЄЕЗ в даний час не вважається життєздатним варіантом через політичні та інституційні причини», але що Угоди про асоціацію є більш здійсненний механізм інтеграції мікродержав до внутрішнього ринку, бажано за допомогою єдиної багатосторонньої угоди з усіма трьома державами. У грудні 2014 року Рада Європейського Союзу схвалила розпочаті переговори з Андоррою, Монако та Сан-Марино щодо такої угоди і вони розпочались у березні 2015 року Посол Андорри в Іспанії Хауме Гайтан заявив, що він сподівається, що угода включатиме положення, які дозволять державам приєднатись до Шенгенської угоди. У січні 2016 року міністр закордонних справ Андорри Гілберт Сабоя заявив, що вважає, що угода може бути підписана до 2018 року.

## Резюме

### Рівень інтеграції
Ця таблиця узагальнює різні складові законодавства ЄС, що застосовуються в мікродержавах. Деякі території держав-членів ЄС також мають особливий статус стосовно застосованих законів ЄС, як це відбувається з деякими членами Європейської асоціації вільної торгівлі та їх суверенними територіями.

### Порівняння розмірів
У цій таблиці наведено порівняння між основними статистичними даними мікродержав найменших держав-членів ЄС.
| Мікродержави | Відносини   | Населення | Площа (км2) | ВВП (номінал)           | ІЧР   |
| ------------ | ----------- | --------- | ----------- | ----------------------- | ----- |
| Андорра      | Угоди       | 85 458    | 467         | 4,510 мільярда доларів  | 0,845 |
| Ліхтенштейн  | Держава ЄЕЗ | 37340     | 160         | 5,155 млрд. Дол         | 0,908 |
| Люксембург   | Держава ЄУ  | 562 958   | 2 586       | 57,9 млрд. Дол          | 0,892 |
| Мальта       | Держава ЄУ  | 445 426   | 316         | 10,582 мільярда доларів | 0,839 |
| Монако       | Угоди       | 37 800    | 2           | $ 5,424 млрд            | н / д |
| Сан-Марино   | Угоди       | 32 576    | 61          | 1,44 млрд дол           | н / д |
| Ватикан      | Угоди       | 842       | 0,44        | н / д                   | н / д |